# アグスティン・フラガ
アグスティン・フラガ（Agustín Fraga、2002年3月6日 - ）は、アルゼンチンのラグビー選手。

## プロフィール
- アルゼンチン・ブエノスアイレス出身[1]。
- ポジションはウィング(WTB)、フルバック(FB)。
- 身長 192cm、体重 98kg

## 略歴
2024年、パリ五輪の7人制アルゼンチン代表に選ばれた。